# Тимирязевская (станция метро)
«Тимиря́зевская» — станция Московского метрополитена, расположенная на Серпуховско-Тимирязевской линии между станциями «Дмитровская» и «Петровско-Разумовская». Открыта в составе участка «Савёловская» — «Отрадное» в марте 1991 года. Глубина заложения — 63,5 метра (делит шестое место по Москве вместе с «Рижской» БКЛ, а с 1991 по 2003 год — до открытия станции «Парк Победы» была самой глубокой станцией в городе).
Это единственная в Москве односводчатая станция глубокого заложения, построенная по ленинградскому проекту, и вторая по счёту односводчатая станция московского метро, построенная закрытым способом (первой была «Библиотека имени Ленина»).
Конструкция станции выполнена из железобетонной обделки, обжатой в грунт. Общая длина станционного комплекса — 282 метра. Блок технологических помещений и совмещённая тягово-понизительная подстанция располагаются под единым сводом со станцией.

## История и происхождение названия
Станция открыта 7 марта 1991 года в составе участка «Савёловская» — «Отрадное», после ввода в эксплуатацию которого в Московском метрополитене стало 148 станций. Названа именем русского естествоиспытателя и физиолога Климента Аркадьевича Тимирязева (название дано по расположенной поблизости станции Тимирязевская Савёловского направления МЖД).

## Оформление
Путевые стены отделаны жёлто-серым мрамором «газган» и продольной полосой из чёрного камня. Пол выложен тёмным гранитом и мрамором. В торце зала была расположена композиция из стилизованных ваз с цветами (авторы П. А. Шорчев и Л. К. Шорчева), в данный момент отсутствующая. По центру зала установлен ряд колонн, увенчанных раскрытыми коваными цветками. На торцевых стенах центрального зала размещены два панно из флорентийской мозаики, которые раскрывают тему «Природа и человек».

## Вестибюли и пересадки
Станция расположена на границе Северного и Северо-Восточного административных округов. Выход в город осуществляется через подземные переходы на Дмитровское шоссе, к железнодорожной платформе Тимирязевская Савёловского направления Московской железной дороги, а до 28 июня 2025 года имелась наземная пересадка на одноимённую станцию Московского монорельса.

## Станция в цифрах
- Пассажиропоток по станции за сутки (1999 год)
  - 61 530 человек.
- Пассажиропоток по вестибюлям за сутки (2002 год)
  - Пассажиропоток по входу — 64 300 человек;
  - Пассажиропоток по выходу — 60 000 человек.
- Таблица времени прохождения первого поезда через станцию[8]:

| По чётным числам                          | Будние дни | Выходные дни |
| По нечётным числам                        | Будние дни | Выходные дни |
| В сторону станции «Петровско-Разумовская» | 06:04      | 06:04        |
| В сторону станции «Петровско-Разумовская» | 06:04      | 06:04        |
| В сторону станции «Дмитровская»           | 05:34      | 05:38        |
| В сторону станции «Дмитровская»           | 05:34      | 05:37        |

## Наземный общественный транспорт
На этой станции можно пересесть на следующие маршруты городского пассажирского транспорта:
- Автобусы: м40, 23, 319, 447, 512, 519, с532, 539, с585, т78, н10

## Перспективы
В перспективе предполагается устройство второго (южного) выхода станции метро и его интеграция в дополнительный южный вестибюль станции МЦД-1 «Тимирязевская».

## В массовой культуре
- В одном из эпизодов фильма «Дневной Дозор» персонаж проходит через портал и оказывается на станции метро. Затем он спрашивает у милиции: «Где я?». При этом видно, что станция имеет конструкцию типа «Ленинградский односвод». В московском метрополитене единственная станция этого типа — «Тимирязевская», однако на самом деле съёмки проходили на станции «Политехническая» Петербургского метрополитена.
- В одной из первых глав книги «Метро 2033» упоминается, что главный герой раньше жил на станции «Тимирязевская», пока она не пала под нашествием крыс. В другой книге «вселенной Метро 2033» — «Тёмные туннели» — эта же станция упоминается как пристанище сатанистов.

## Галерея

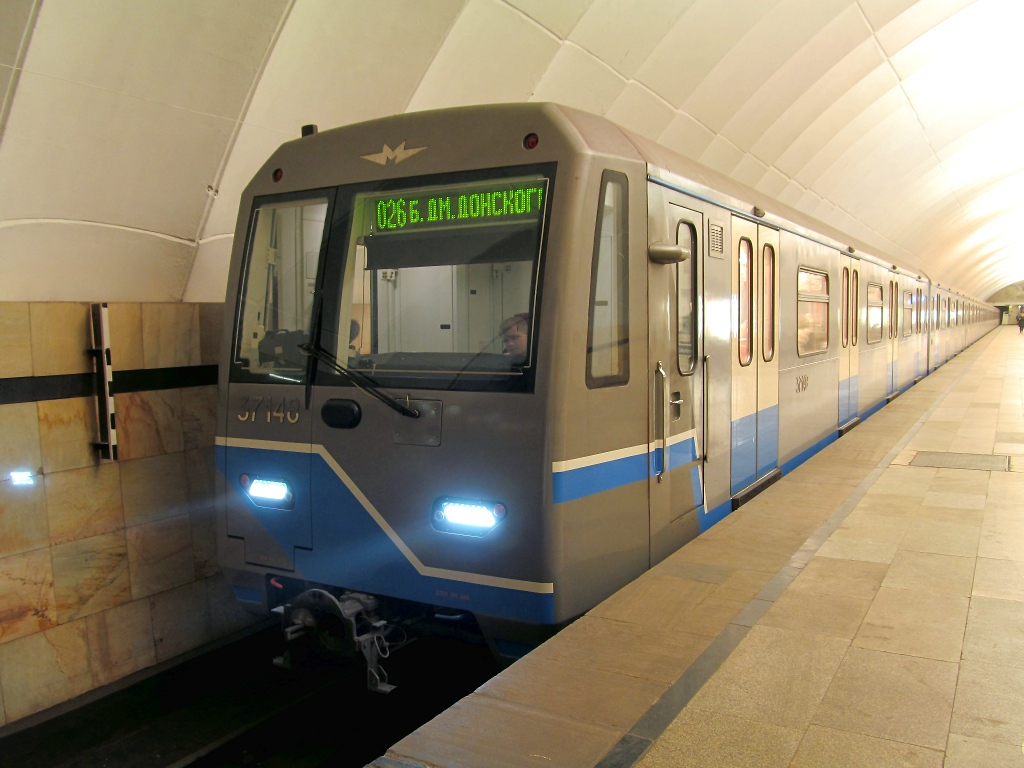
Поезд на станции
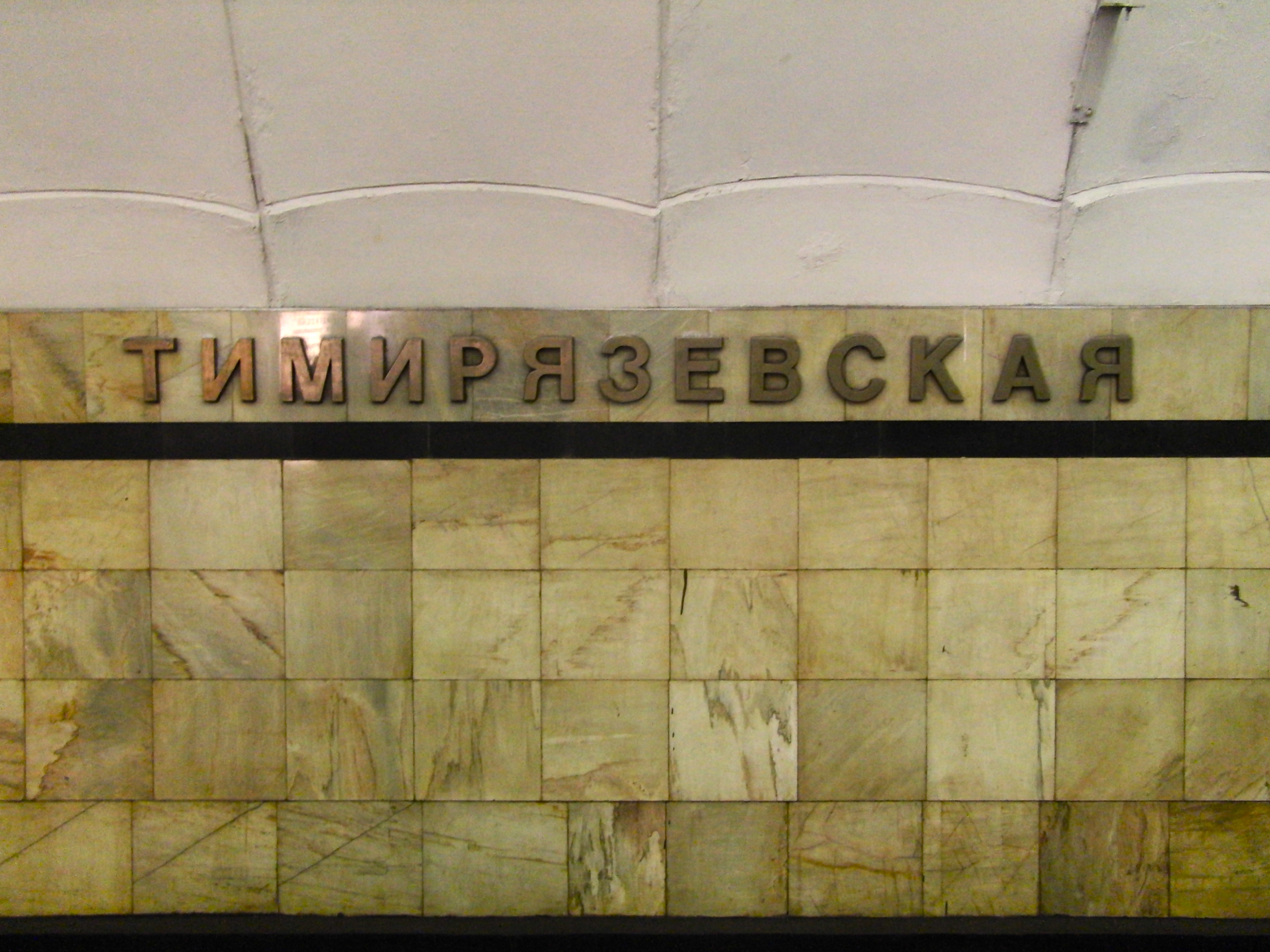
Название станции на путевой стене